# Bodtjärnen (Hammerdals socken, Jämtland, 706077-148802)
Bodtjärnen är en sjö i Strömsunds kommun i Jämtland och ingår i Indalsälvens huvudavrinningsområde. Sjön har en area på 0,0614 kvadratkilometer och ligger 312,2 meter över havet.

## Delavrinningsområde
Bodtjärnen ingår i det delavrinningsområde (706255-148711) som SMHI kallar för Utloppet av Småvattnen. Medelhöjden är 327 meter över havet och ytan är 26,8 kvadratkilometer. Det finns inga avrinningsområden uppströms utan avrinningsområdet är högsta punkten. Ruggan (Älggårdsån) som avvattnar avrinningsområdet har biflödesordning 4, vilket innebär att vattnet flödar genom totalt 4 vattendrag innan det når havet efter 221 kilometer. Avrinningsområdet består mestadels av skog (73 procent) och sankmarker (16 procent). Avrinningsområdet har 0,29 kvadratkilometer vattenytor vilket ger det en sjöprocent på 1,1 procent.